# Alfred Zehe
Alfred Fritz Karl Zehe (* 23. Mai 1939 in Farnstädt) ist ein deutscher Physiker und Hochschullehrer. Er ist international bekannt geworden, nachdem ihn die US-amerikanische Justiz 1983 wegen Spionage für die ostdeutsche Regierung verhaftet, angeklagt und 1985 verurteilt hatte. Im Juni 1985 kam er im Rahmen eines Agentenaustauschs frei und in die DDR zurück.

## Ausbildung und Hochschulkarriere
Alfred Zehe besuchte in Farnstädt, damals zum Kreis Querfurt gehörig, die Grundschule bis 1953. Im Jahr 1956 schloss er eine bergmännische Lehre im VEB Mansfeld Kombinat Wilhelm Pieck in Lutherstadt Eisleben ab. Von 1956 bis 1959 besuchte er die Oberschule in Freiberg und Halle (Saale). Von 1959 bis 1964 studierte er Physik und Linguistik an der Karl-Marx-Universität Leipzig. 1969 wurde er zum Dr. rer. nat. am physikalischen Institut der Universität promoviert. 1975 folgte dann am gleichen Ort der Dr. sc. nat. in der Fachrichtung Werkstofftechnik (Optoelektronik) mit der Arbeit Beiträge zur Untersuchung optischer und optoelektronischer Erscheinungen in A3-B5-Halbleitern.
Von 1964 bis 1975 war er am physikalischen Institut der Universität Leipzig tätig, zunächst als wissenschaftlicher Assistent, dann als wissenschaftlicher Oberassistent und ab 1971 als Hochschuldozent mit Lehrbefähigung. Im Jahr 1975 wurde er zum Professor für Technische Physik an die Ingenieur-Hochschule Zwickau berufen. Im Rahmen eines Wissenschaftleraustausch zwischen der DDR und Mexiko war er von 1976 bis 1980 Professor am Instituto de Ciencias, Universidad Autónoma de Puebla, einer öffentlichen Universität in Heroica Puebla de Zaragoza (oft kurz Puebla), Hauptstadt des zentralmexikanischen Bundesstaates Puebla. 1980 kehrte er in die DDR zurück und wurde Professor für Experimentalphysik am physikalischen Institut der
Technischen Universität Dresden. In dieser Funktion war er bis 1991 tätig. Danach ging er nach Puebla zurück und war dort in verschiedenen Funktionen aktiv.
Seit 2006 ist Alfred Zehe emeritiert.
In seiner akademischen Laufbahn waren Zehes Hauptforschungsgebiete Materialwissenschaften, Festkörperphysik und Vakuumphysik. Zehe ist Inhaber oder Mitinhaber von mehr als 75 Patentanmeldungen in 25 Ländern. Er war akademischer Berater einer internationalen Studentenschaft für 3 Habilitationen, 20 Promotionen und mehrerer hundert Master- und Bachelor-Abschlüsse in Natur- und Ingenieurwissenschaften. Er ist Herausgeber und Autor von 15 wissenschaftlich-technischen Monografien und fast 700 Artikeln, die in wissenschaftlichen Zeitschriften, Monografien oder Konferenzberichten veröffentlicht wurden. Er gehört als Vollmitglied der Akademie der Wissenschaften der Dominikanischen Republik, der Academia Mexicana de Ciencias, der New York Academy of Sciences und als Gründungsmitglied der Akademie der Wissenschaften des Staates Puebla in Mexiko an.

## Verdeckte Operation und Verhaftung

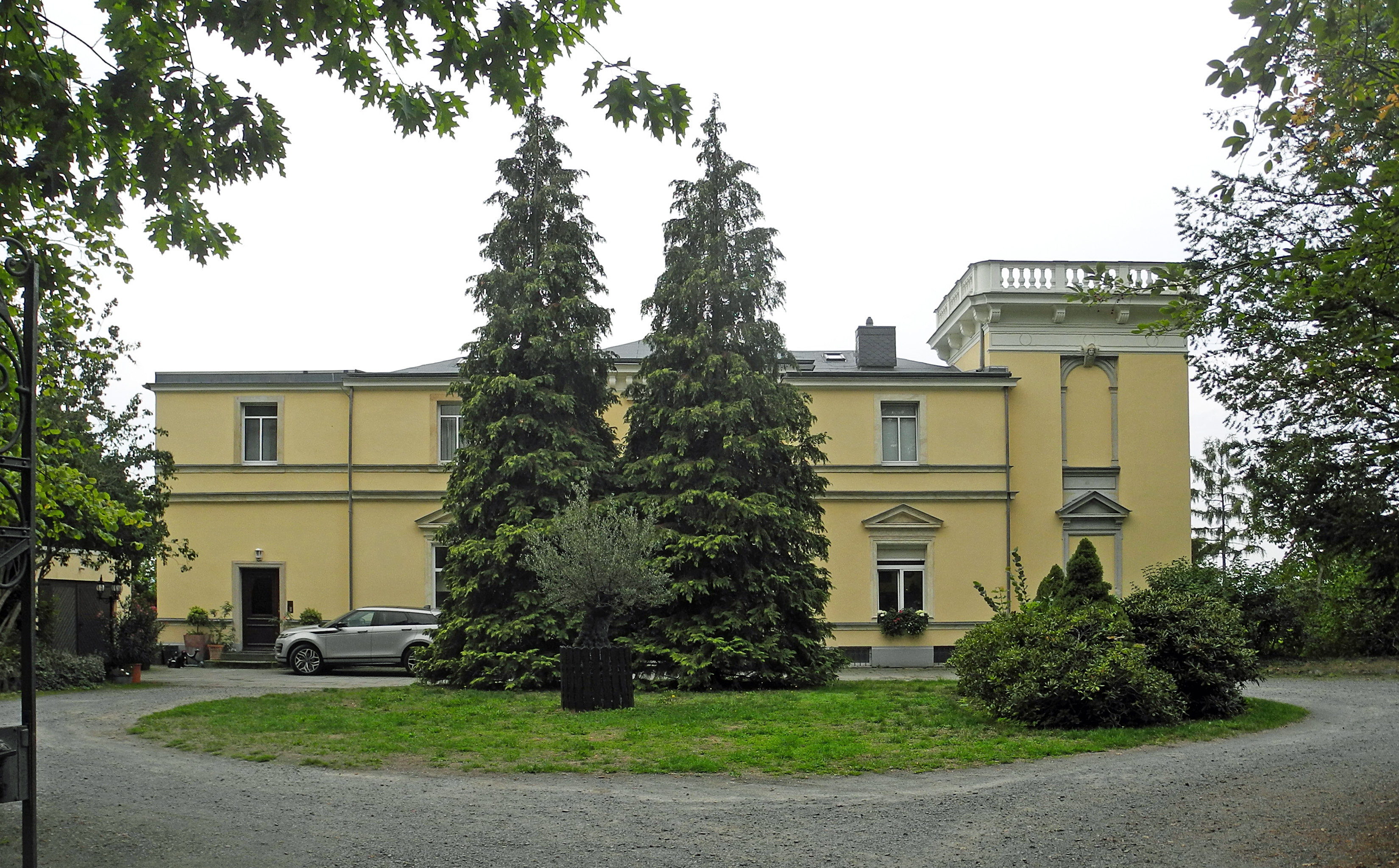
Wohnsitz von Dr. Alfred Zehe in Dresden-Loschwitz, Schillerstr. 19

Alfred Zehe war schon in seiner Leipziger Zeit ein IM der Stasi. Werner Stiller, von 1972 bis 1979 hauptamtlicher Mitarbeiter des Ministeriums für Staatssicherheit, schreibt dazu:
„Alfred Zehe war für die Südamerikaabteilung der HVA erfasst, speziell für Mexiko. Das interessierte auch die CIA. (...) Nach meiner Vermutung ist Zehe daraufhin bestimmt von der CIA angesprochen worden. So, wie ich die Geheimdienste kenne, wird man ihn zu erpressen versucht haben, entweder mit dem amerikanischen Nachrichtendienst zusammenzuarbeiten oder wegen Spionage belangt zu werden. Egal, wie es ausgegangen ist, Zehe konnte anschließend ungestört zwischen der DDR und Mexiko hin- und herreisen. Beim MfS wurde man allerdings stutzig und ließ ihn überprüfen, stellte aber lediglich »karrieristisches und kleinbürgerliches Verhalten« fest. Er war einer der wenigen erfolgreichen IM, den die HVA in die USA schicken konnte, weshalb man ihn gewiss nicht verlieren wollte. Doch wenig später geriet Zehe tatsächlich zwischen alle Fronten, und es begann ein bizarres Spiel, von dem ich allerdings erst Jahre später erfuhr.“
„Die Stasi bat Professor Zehe, der Fakultätsmitglied der Universität Dresden war und ein halbes Jahr an der Universität Puebla in Mexiko verbrachte, ihr bei der Bewertung veralteter Materialien zu helfen. Während seines Aufenthalts in Mexiko erfüllte der Professor die Bitte, da seine Reiseerlaubnis von der bewertenden Unterstützung abhing, die ihm die Stasi von Zeit zu Zeit gewährte.“
Er wurde in die ostdeutsche Botschaft in Mexiko-Stadt gerufen, um sich mit ostdeutschen Beamten zu treffen, die Zehes Fachwissen in Bezug auf kürzlich erworbene Dokumente zur Sonartechnologie einholen wollten.
Zu diesem Zeitpunkt war Zehe nicht bekannt, dass die Dokumente von ostdeutschen Agenten von einem verdeckten US-Agenten in Washington, D.C. gekauft worden waren. Der US-Agent gehörte zu einer vom FBI initiierten verdeckten Operation, „um einen Spion von der einen oder anderen kommunistischen Botschaft mit einem Köder in eine Falle zu locken“. Die Ostdeutschen tappten in die Falle, kauften die Dokumente für 22.000 US-Dollar, erkannten danach aber, dass ihnen in Washington das Fachwissen fehlte, um den Ankauf zu bewerten. Also forderten sie Zehe in Mexiko-Stadt zu einer Expertise auf. Dort überprüfte er die Dokumente, die sich als veraltete Informationen zur U-Boot-Sonarerkennung herausstellten. Zehe kehrte darauf nach Puebla und später nach Dresden zurück.
Als Zehe am jährlichen Symposium der American Vacuum Society in Boston teilnahm, wurde er am 3. November 1983 verhaftet. Er wurde nach dem Spionagegesetz der USA der Verschwörung beschuldigt, speziell deswegen, Verschlusssachen im Zusammenhang mit Militärtechnik erhalten und diese an eine ausländische Regierung weitergegeben zu haben. Die Entscheidung, ihn auf einer Konferenz vor laufenden Fernsehkameras festzunehmen, sollte die Öffentlichkeit für die Gefahren wissenschaftlicher Spionage sensibilisieren.
Das FBI forderte die American Vacuum Society auf, ihr die Namen aller 2600 Teilnehmer des Treffens in Boston mitzuteilen, und drohte mit einer Vorladung. Die Gesellschaft lehnte die Weitergabe der Namen ab, antwortete jedoch, dass sie einer solchen Vorladung nachkommen werde. Das FBI verfolgte aber die Angelegenheit nicht weiter.
Die Haft wurde ausgesetzt, nachdem die ostdeutsche Regierung im Juni 1984 eine Kaution von 500.000 US-Dollar für Zehe hinterlegt hatte. Er blieb in Boston, während er auf seinen Prozess wartete.

## Geheimverhandlungen und Verurteilung
Wolfgang Vogel, Organisator des ersten Agentenaustausches von 1962 im Kalten Krieg und später Unterhändler der DDR beim so genannten Häftlingsfreikauf, wurde von der ostdeutschen Regierung beauftragt, ihr behilflich zu sein, Zehe aus der Haft zu befreien. Vogel wandte sich an Alan Dershowitz, Professor der Harvard Law School, mit der Bitte, ihn in rechtlichen Aspekten zu beraten und Zehes Verteidigung zu übernehmen, und an Ronald Greenwald (1934–2016), einen US-amerikanischen orthodoxen Rabbiner und Geschäftsmann, um als Kontaktmann zwischen ihm und Zehe zu fungieren.
Dershowitz befürchtete einen Interessenkonflikt mit seinem damaligen Klienten Anatoli Schtscharanski, einem Gründer der Refusenik-Bewegung in der Sowjetunion. Schtscharanski war in Moskau wegen angeblicher Spionage für die Vereinigten Staaten inhaftiert worden. Deshalb schlug er Harvey A. Silverglate (* 1942) als Verteidiger für Zehe vor.
Silverglate machte geltend, Zehe habe nach vernünftiger Auslegung des Spionagegesetzes kein Verbrechen begangen. Zehe habe die in diesem Fall in Rede stehenden Dokumente nicht selbst gekauft, sondern nur die ihm in Mexiko-Stadt vorgelegten Dokumente überprüft. Silverglate machte weiter geltend, dass die Anklage ungültig sei, da das Spionagegesetz keine Spionage eines ausländischen Staatsbürgers außerhalb der USA abdeckt, denn Zehe seien ja die Dokumente in Mexiko-Stadt vorgelegt worden. Am 29. Januar 1985 lehnte der US-Bezirksrichter David S. Nelson den Antrag auf Abweisung des Falls ab und entschied, dass das Spionagegesetz aufgrund der Bedrohung der nationalen Sicherheit durch Spionage sowohl für US-Bürger als auch für Nicht-US-Bürger, auch extraterritorial, angewendet werden könne.
Die US-Staatsanwaltschaft bot daraufhin Zehe an, er könne in den USA seinen Wohnsitz nehmen und seine akademische Laufbahn fortsetzen. Obwohl Zehe wusste, dass seine Reaktionen von der ostdeutschen Regierung genau beobachtet werden, nahm er dieses Angebot an. Kurz danach weigerte sich die US-Regierung jedoch, Zehe als echten Überläufer zu akzeptieren. Zehe stand nun vor der Entscheidung, sich entweder schuldig zu bekennen und auf eine milde Strafe zu hoffen oder sich nicht schuldig zu bekennen und das amerikanische Rechtssystems voll über sich ergehen zu lassen. Am 22. Februar 1985 bekannte sich Zehe schuldig, und zwar als Vorleistung für das Versprechen eines milden Urteils. Ein Bundesgericht in Boston verurteilte ihn zu acht Jahren Freiheitsstrafe.

## Medienkampagne in der DDR
Unmittelbar nach der Verhaftung von Zehe am 3. November 1983 wurde in der DDR von der SED eine Kampagne initiiert und Zehe „ein unschuldiges Opfer US-amerikanischer Willkürjustiz“ genannt. Diese Kampagne wurde von der Tageszeitung Neues Deutschland (ND), dem sog. Zentralorgan der SED, verbreitet. Am 7. November erschien auf der Titelseite des ND ein Protest des Rektors der autonomen Universität von Puebla (BUAP), Alfonso Velez Pliego. Dieser habe im Namen der Wissenschaftler und Hochschullehrer dieser Einrichtung die willkürliche Verhaftung des DDR-Physikers Alfred Zehe in Boston verurteilt. Am 10. November 1983 erschien im ND ein Artikel unter der Überschrift „DDR-Physiker verlangen die Freilassung von Prof. Dr. Zehe. Protestbriefe der Wissenschaftler an USA-Präsidenten“. Der Grund für die Verhaftung von Zehe wurde nicht genannt.
In den Parteigruppenversammlungen der SED war die Verhaftung Zehes DDR-weit Ende 1983, Anfang 1984 das Topthema. Die Universitätszeitung (UZ) der Karl-Marx-Universität Leipzig, Organ der Kreisleitung der SED, klinkte sich am 18. November mit der Überschrift „KMU-Angehörige verurteilen den USA-Willkürakt. Sofortige Freilassung von Prof. Dr. Alfred Zehe gefordert“ ein. Dort wurde aus einem Brief des Physikers Prof. Artur Lösche an den US-Präsidenten Ronald Reagan zitiert: „Unserer Meinung nach ist diese Willkürmaßnahme ein schwerer Schlag gegen die Prinzipien der friedlichen Koexistenz und des Wissenschaftleraustausches zwischen Staaten unterschiedlicher Gesellschaftsordnung.“
Diese „Solidaritätsaktionen“ für Zehe in der DDR setzen sich bis ins Jahr 1984 fort, endeten aber abrupt, vermutlich, nachdem in Ost-Berlin bekannt geworden war, dass Zehe eingewilligt hatte, gegebenenfalls in den USA seinen Wohnsitz zu nehmen. Die DDR-Medien berichteten dann 1985 zwar, dass Zehe zu acht Jahren Freiheitsstrafe verurteilt worden war, ob aber auch sein Schuldeingeständnis in der DDR publiziert worden ist, kann bisher nicht belegt werden. In den Lehr- und Forschungsbetrieb der Technischen Universität Dresden wurde Zehe nach seiner Rückkehr nach Dresden wieder eingegliedert. Er erhielt trotz ständiger Einladungen eine Reisesperre für den Westen, die erst drei Wochen nach der Maueröffnung am 29. November 1989 aufgehoben wurde.

## Agentenaustausch

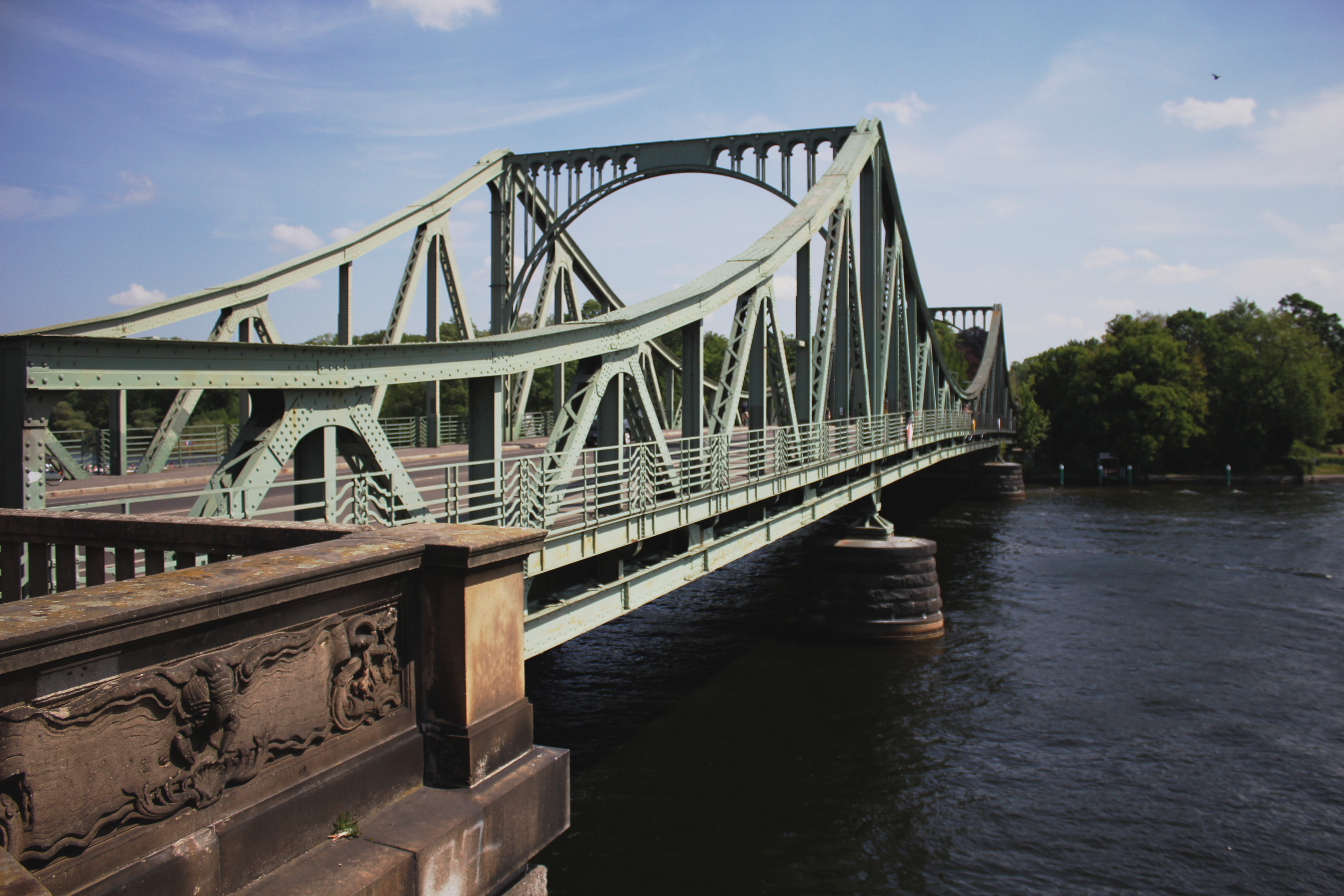
Glienicker Brücke, Ort des Agentenaustauschs von 1985, Blick von der Potsdamer Seite

Vogels Geheimverhandlungen waren erfolgreich. Zehe wurde am 11. Juni 1985 im Rahmen eines Austauschs von vier Osteuropäern in den USA gegen 23 Personen aus der DDR und Polen freigelassen, von denen keiner Amerikaner war. Der Austausch fand auf der Glienicker Brücke statt, die Westberlin mit Potsdam verbindet. Die anderen drei von den Vereinigten Staaten freigelassenen Gefangenen waren Marian W. Zacharski, ein polnischer Geschäftsmann, der 1981 in Kalifornien zu einer lebenslangen Haftstrafe wegen Verschwörung und Übermittlung von Verteidigungsgeheimnissen verurteilt worden war.  Er hatte hochwertige Informationen über US-Raketenabwehrsysteme beschafft. Ferner Alice Michelson, eine Ostdeutsche, die sich schuldig bekannte, ausländischen Agenten bei der Beschaffung von Verschlusssachen geholfen zu haben und zu 10 Jahren verurteilt worden war. Außerdem Penyu Baychev Kostadinov, ein Bulgare, Handelsattachée an der Botschaft in Washington, der 1983 angeklagt worden war, Geheimnisse im Zusammenhang mit Atomwaffen gekauft zu haben. Er war wegen eines Streits über seine diplomatische Immunität nicht vor Gericht gestellt worden.
Für Zehe soll sich insbesondere der DDR-Staatsratsvorsitzende Erich Honecker eingesetzt haben. „Den wollte er, aus welchen Gründen auch immer, unbedingt schnell freibekommen.“ Die 23 Häftlinge der Gegenseite waren „kleine Fische“, von Journalisten als „Freizeit-Agenten“ bezeichnet, ohne nennenswerte Ausbildung als Agenten. Der Kfz-Ingenieur Eberhard Fätkenheuer zum Beispiel hatte, als Pilzsucher getarnt, vom Straßenrand aus „verstohlen“ die Fahrzeuge auf einem Militärgelände der Nationalen Volksarmee gezählt, wurde gefasst und 1979 wegen Spionage zu 13 Jahren Haft verurteilt. Er war, wie auch andere, vom Military Intelligence, dem Nachrichtendienst des US-Militärs, angeworben worden, der auf eigene Faust aktiv geworden war – ohne dass FBI, CIA oder andere US-Stellen davon wussten. „Das war unprofessionell bis zum Letzten“, sagte John Kornblum, der damals als Mitarbeiter des US-Außenministeriums an den Verhandlungen beteiligt war. Die angeworbenen DDR-Bürger seien irregeführt worden. Die Liste umfasste eigentlich 25 Personen, zwei davon sind auf eigenen Wunsch in der DDR geblieben.

## Einordnung
Silverglate brachte die Zehe-Affäre in seinem Buch auf die kurze Formel: ‚Vogel may have been a "spy trader", but Zehe was not a spy.‘ Vogel habe von Anfang an verstanden, dass eine Verurteilung die Voraussetzung dafür war, Zehe freizubekommen. „Der langfristige Plan von Vogel (aber nicht unbedingt der seiner Regierung) hing ironischerweise von der Verurteilung des Ostdeutschen ab, weil das gut zu dem Wunsch der Amerikaner passte, genügend Köder anzusammeln, um den Austausch des hochkarätigem Schtscharanski sicherzustellen.“ Schtscharanski aber wurde erst 1986 im Rahmen des dritten Agentenaustauschs auf der Glienicker Brücke gegen einen sowjetischen Spion ausgetauscht.
Silverglate benutzte Zehes Fall, um im Jahr 2001 gegen die Ernennung von Robert Mueller zum Direktor des FBI zu argumentieren. Vergeblich, Mueller wurde Direktor und blieb es bis 2013. Mueller habe, so Silverglate, im Fall Zehe die „nationale Sicherheit“ rechtswidrig als Grund benutzt, der Verteidigung Dokumente vorzuenthalten.
In der Studie Umworbener Klassenfeind. Das Verhältnis der DDR zu den USA von 2006 wird resümiert: „Das MfS warb die für die USA vorgesehenen Austauschwissenschaftler vor allem aus Gründen der Kontrolle und Disziplinierung an, also aus innenpolitischen Gründen. Keine Belege liegen dafür vor, dass die HVA die Forscher im Rahmen der Wissenschafts- und Wirtschaftsspionage der DDR gezielt einsetzte. Fälle, in denen sie in den USA illegal forschungsbezogene Materialien beschafften, sind nicht bekannt. Und in dem einzigen Fall eines DDR-Wissenschaftlers, der in den USA wegen Spionage verhaftet wurde, dem Dresdner Physiker Alfred Zehe, handelte es sich nicht um einen Teilnehmer an dem Austauschprogramm. Auch ist die Causa Zehe kaum prädestiniert, Eingang in die Geschichte der großen Spionagefälle des Kalten Krieges zu finden.“
Spionage oder vermeintliche Spionage ist der eine Aspekt. Die Belastung der zwischenmenschlichen Beziehungen durch die Praktiken des MfS der andere, und den hebt Karl Wilhelm Fricke hervor, wobei er unmittelbar zuvor auch auf den Fall Zehe eingeht: „Der Einsatz solcher Reisekader gehört seit Jahr und Tag zu den Praktiken der Staatssicherheit. Gewonnen werden dafür in der DDR Personen, die berufliche Westkontakte unterhalten und Westreisen unternehmen dürfen – nicht zuletzt also Wissenschaftler, die mit westlichen Kollegen im Kontakt stehen oder zu wissenschaftlichen Tagungen in die Bundesrepublik oder in das nichtsozialistische Ausland reisen dürfen. Sie müssen nach ihrer Rückkehr in jedem Fall einen Bericht vorlegen. Nicht selten sind sie jedoch als Inoffizielle Mitarbeiter der Staatssicherheit geworben und verpflichtet, betraut mit der Aufgabe, ihre Kontaktpersonen auszuspitzeln. Die Frage bleibt, ob die DDR für alle diese Machenschaften des MfS letztlich nicht einen allzu hohen Preis zahlen muß. Denn unvermeidlich kommen sie auf eine nachhaltige Belastung zwischenmenschlicher Beziehungen hinaus, sie sind gleichsam mißtrauensbildende Maßnahmen. Außerdem begünstigen sie unter Professoren und Studenten jene Anpassung, die charakterlos macht.“

## Auszeichnungen
- Nationalpreis der DDR III. Klasse für Wissenschaft und Technik 1972 als Mitglied eines Forschungskollektivs (5 Personen) der Sektion Chemie und Physik der Karl-Marx-Universität Leipzig „Für seinen Anteil an der naturwissenschaftlichen Grundlagenforschung in der Festkörperphysik“.
- Für die Gründung des Bereichs Experimentelle Festkörperphysik in Puebla und seine wissenschaftlichen Beiträge erhielt er 1980 die Ehrendoktorwürde (Dr. h. c.) der Autonomen Universität Puebla.
- 2003 erhielt er den Staatspreis für Wissenschaft und Technik des Staats Puebla.

## Wissenschaftliche Publikationen (Auswahl)
Die wissenschaftlichen Publikation (Papers) von Zehe sind auf seiner Webseite hasta 1999, seine Monografien und Beiträge zu Monografien auf der Webseite Monografías vollständig aufgelistet. Nachfolgend werden diejenigen seiner Arbeiten aufgeführt, die in deutschsprachigen Bibliotheken oder der Library of Congress vorhanden sind.
- Berechnung des Einflusses eines teilweise eingetauchten dielektrischen Kreiszylinders auf die Eigenfrequenz eines Hohlraumes im X-Band und die Anwendung der Ergebnisse auf Leitfähigkeitsuntersuchungen an Halbleitern. Leipzig, Sekt. Physik, Diss. v. 26. Juni 1969. Leipzig 1969 (108, VI gez. Blätter mit eingekl. Illustrationen).
- Beiträge zur Untersuchung optischer und optoelektronischer Erscheinungen in A3-B5-Halbleitern. Leipzig 1975.
- Exploraciones en solidos. Benemérita Universidad Autónoma de Puebla, México 2001 (311 S.).
- Tecnologia epitaxial de silicio. Books on Demand, 2001, ISBN 978-3-8311-1438-2.
- Herramientas analiticas de interfaces solidas. Intercon Verlagsgruppe, Alemania 2002, ISBN 978-3-8311-3262-1 (207 S.).